# هینیکن
هِینیکن (هلندی: Heineken؛ ‏ تلفظ هلندی: [ˈɦɛinəkə(n)]) یک آبجو لاگر روشن با درصد الکل ۵٪ است که توسط کارخانه آبجوسازی هلندی هینیکن ان.فی تولید می‌شود. این آبجو در بطری‌های سبزرنگ، با یک ستارهٔ قرمز به بازار عرضه می‌شود.
در سال ۱۸۶۴ میلادی خیرارد آدریان هینیکن (۱۸۹۳–۱۸۴۱) یک آبجوسازی محبوب طبقهٔ کارگر به نام «دی هویبر» را خریداری کرد و سپس در سال ۱۸۷۳ میلادی، دکتر الیون (یکی از شاگردان لویی پاستور) را به استخدام خود درآورد تا مخمر خاصی به نام مخمر هینیکن را تولید کند و بدین ترتیب نخستین آبجوی هینیکن تولید و به بازار عرضه شد.
از سال ۱۹۷۵ میلادی، آبجوی هینیکن در شهر زوترواده هلند تولید می‌شود و تا سال ۲۰۱۱ میلادی، ۲٫۷۴ میلیارد لیتر آبجوی هینیکن در سرتاسر دنیا تولید شده بود. (اگر آبجوهای تولیدی در تمامی شرکت‌های اقماری و وابسته به هینیکن ان.فی در نظر گرفته شود، بیش از ۱۶٫۴۶ میلیارد لیتر آبجو در سرتاسر دنیا توسط این شرکت تولید شده است). این آبجو در بیش از ۱۷۰ کشور دنیا عرضه می‌شود و امروزه علاوه بر هلند، در بریتانیا، جمهوری ایرلند، هند، صربستان، استرالیا، نیوزیلند، کاستاریکا و سنت لوسیا هم برای بازارهای محلی‌شان تولید می‌شود.
این شرکت آبجوسازی، حامی مالی لیگ قهرمانان اروپا و جام جهانی راگبی بوده است.

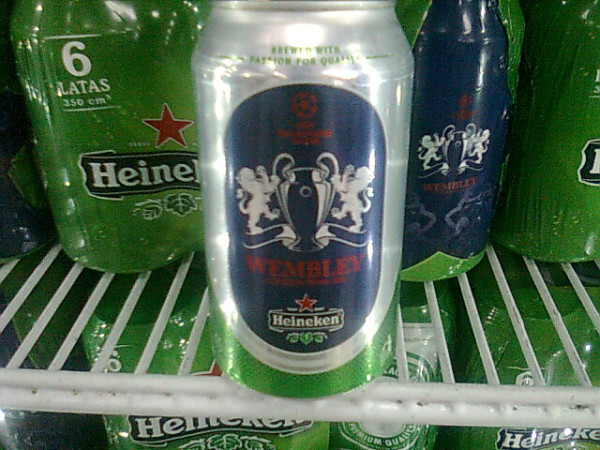
هینیکن حامی مالی فینال لیگ قهرمانان اروپا ۲۰۱۱